# ナゴドバ法
ナゴドバ法（ナゴドバほう、クロアチア語：nagodba）は、1868年にハンガリー王国とクロアチアの間で締結された協定。オーストリア・ハンガリー二重帝国が解体される1918年まで継続された。「ナゴドバ」とはクロアチア語で“妥協”という意味である。
アウスグライヒ（ドイツ語で“妥協”の意味）の成立に伴って、ハンガリー・クロアチア関係も再構築を迫られた。その結果、クロアチアはハンガリー王国内でも大幅な自治が認められるようになった。
- 軍事・財務管理などハンガリー側が管轄するものとハンガリー・クロアチア双方による共同業務、クロアチアが単独に行える自治業務に分け、クロアチアの歳入の45％は共同業務に、55％は自治業務に充てられる。
- 共同業務・自治業務を遂行するためにハンガリー首相の推挙でハンガリー国王（＝オーストリア皇帝）が任命する総督を長とするクロアチア自治政府を設置し、その下に内務、司法、宗教・教育の3局を設置する。
- クロアチアに一院制の自治議会を設置する。
- ハンガリー側はクロアチアを担当する無任所大臣を常設し、ハンガリー議会にてクロアチア代表の為に29名の定員を割り当てること。
- オーストリア・ハンガリー間の共通業務に関する協議の際には、クロアチア代表5名をハンガリー代表団（定数60）に加えること。

などを合意とした。その後も表面的にはハンガリー議会のクロアチア枠の40名への増加や自治政府に国民経済局を設置（1914年）するなど自治の拡大が進められたが、実質面でのハンガリーによるクロアチア内部への介入が強まることとなった。